# Liste de films tournés à Saint-Pierre-et-Miquelon
Un certain nombre d'œuvres cinématographiques et télévisuelles ont été tournés sur le territoire de Saint-Pierre-et-Miquelon.
Voici une liste à compléter de films, téléfilms, feuilletons télévisés, films documentaires... classés par date de sortie.

## Saint-Pierre
- 1977 : Le Crabe-tambour, de Pierre Schoendoerffer : le Jauréguiberry y fait escale ; scène du café.
- 1997 : Entre terre et mer, de Hervé Baslé[1]
- 2015 : La Forme des Îles, de Patrick Viret[2]
- 2015 : Le Goût du Retour, de Patrick Viret[3]
- 2017 : Jenna, de Christian Monnier[4]
- 2017 : L'Isthme de Langlade, de Patrick Viret[5]
- 2020 : L'Archipel des Chasseurs de Xavier Gasselin[6]
- 2021 : Hudson et Rex (Saison 2, Épisode 10 The French Connection)[7]
- 2021 : Maroni, le territoire des ombres, de Olivier Abbou[8]
- 2021 : L'Archipel des Français Libres, de Xavier Fréquant et Yassir Guelzim[9]
- 2022 : Ça tourne à Saint-Pierre et Miquelon de Christian Monnier[10]
- 2024 : Saint-Pierre, série télévisée canadienne[11]